# Heteronyx vicinus
Heteronyx vicinus är en skalbaggsart som beskrevs av Blackburn 1910. Heteronyx vicinus ingår i släktet Heteronyx och familjen Melolonthidae. Inga underarter finns listade i Catalogue of Life.